# Elizabeth Pierce Blegen

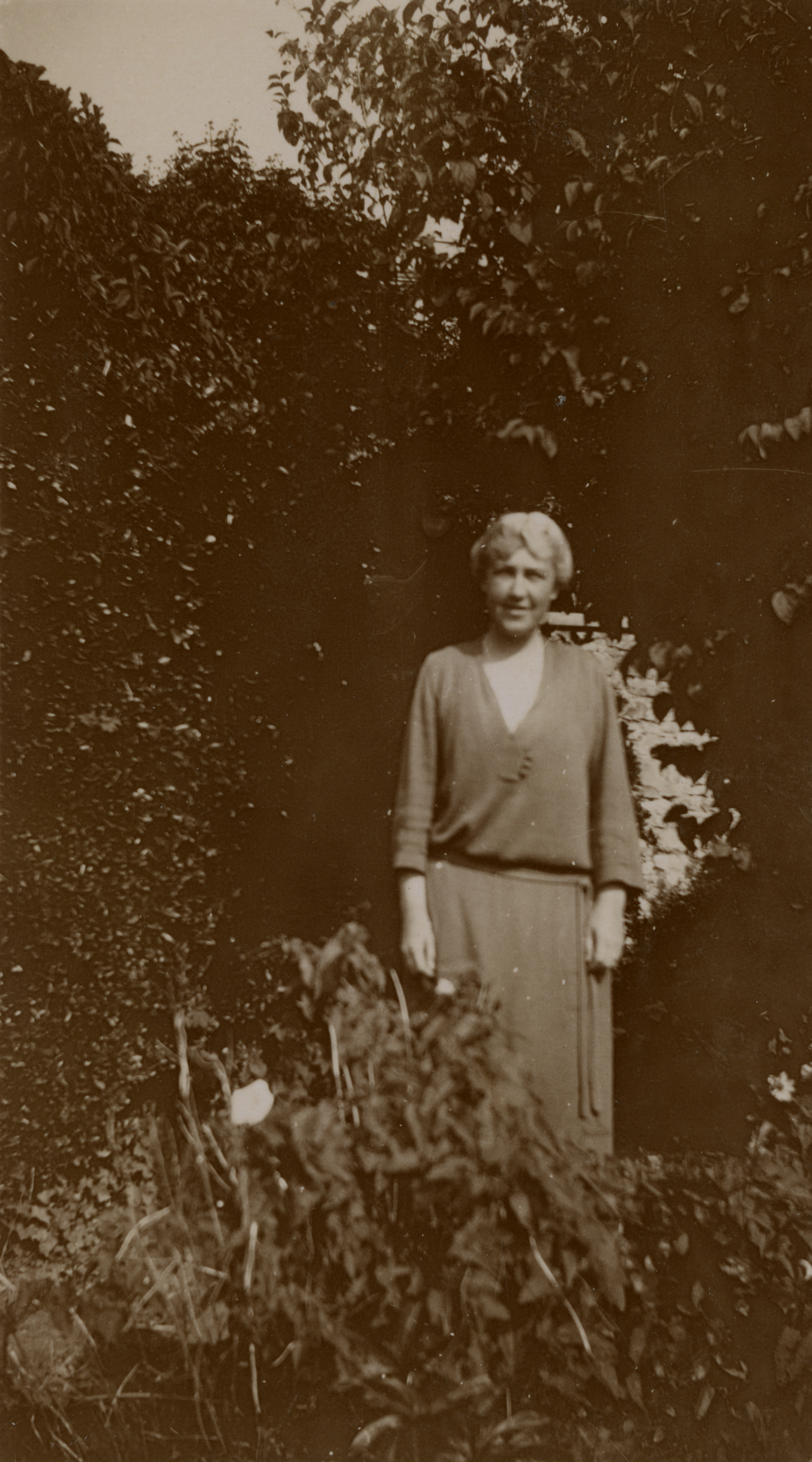
Ida Thallon Hill, ergens in de jaren '30

Elizabeth Denny Pierce Blegen (Allegheny (Pennsylvania), 26 juni 1888 – Athene, 21 september 1966) was een Amerikaans archeologe, pedagoge en schrijfster. Ze deed opgravingen op archeologische vindplaatsen in Griekenland en Cyprus, droeg van 1925 tot 1952 artikelen over archeologische vondsten in Griekenland bij aan het American Journal of Archaeology, en was in Griekenland en de Verenigde Staten betrokken bij meerdere organisaties die de professionele vooruitgang van vrouwen bevorderden.

## Biografie

### Jonge jaren en onderwijs
Elizabeth Denny Pierce, gewoonlijk 'Libbie' genoemd, werd op 26 juni 1888 geboren in Allegheny (Pennsylvania) als dochter van Flora McKnight en William Lemmex Pierce. Ze bezocht van 1906 tot 1910 het Vassar College. In 1912 behaalde ze daar een MA in Latijn, met een scriptie over het intellectuele leven van Gaius Asinius Pollio, een Romeinse consul (40 v.Chr.) en geschiedkundige.

### Academische carrière
In haar eerste jaar aan het Vassar ontmoette Pierce Ida Thallon, die een grote invloed op haar leven en werk zou hebben. Thallon had op dat moment een functie vergelijkbaar met die van lector aan de afdeling Griekse en Romeinse geschiedenis, en onderwees Pierce als eerstejaars in het Grieks en Latijn. Het is niet precies bekend wanneer de twee vrouwen een liefdesrelatie kregen, maar toen Pierce in 1915 terugkeerde naar Vassar om kunstgeschiedenis te doceren, nadat ze enige tijd was weggeweest om aan Columbia University aan haar promotieonderzoek te werken, gingen zij en Thallon in aangrenzende kamers wonen in Davison House op de campus, en tegen het einde van de jaren 1910 was bij hun families en vrienden bekend dat ze een stel vormden.
Van 1915 tot 1922 doceerde Pierce kunstgeschiedenis aan het Vassar en werkte ze er als assistent-curator aan de kunstafdeling. In 1922 werd haar aan Columbia haar PhD toegekend. Haar proefschrift was een voortzetting van haar scriptie over Pollio. In 1921 reisde ze samen met Thallon naar Griekenland, een reis die haar inspireerde om zich in te schrijven aan de American School of Classical Studies at Athens (ASCSA).
Pierce ging van 1922 tot 1923 naar de ASCSA, waar ze bevriend raakte met de directeur van de school, Bert Hodge Hill, en met archeoloog Carl Blegen, die er les in prehistorie en algemene topografie gaf. De vriendschap van Pierce en Blegen veranderde al snel in een romance, en Blegen deed haar in januari 1923 een huwelijksaanzoek. Pierce accepteerde het aanzoek aanvankelijk, maar verbrak vervolgens in juni 1923 de verloving omdat ze haar verhouding met Thallon niet wilde beëindigen. Pierce keerde terug naar de Verenigde Staten, waar ze de hele lente van 1924 samenwerkte met Gisela Richter aan het Metropolitan Museum of Art. Ondertussen werd er een plan uitgedacht door Blegen, Pierce en Hodge Hill (die onbeantwoorde romantische gevoelens voor Blegen lijkt te hebben gehad) dat Hodge Hill en Thallon tegelijk zouden trouwen met Pierce en Blegen, en dat de vier zouden gaan samenwonen. Thallon stemde ermee in op voorwaarde dat zij en Pierce zouden blijven reizen en samen tijd zouden doorbrengen, weg van hun echtgenoten. De twee stellen trouwden in de zomer van 1924.

### Archeologische carrière en leven in Athene
De vier archeologen, die zichzelf "de familie", "het kwartet" en "de Pro Par" (afkorting van "Professional Partnership") noemden, hadden zowel professioneel als persoonlijk een sterke en onderling verbonden relatie. Thallon Hill en Pierce Blegen werkten vaak samen bij opgravingen, het catalogiseren van materialen en het publiceren van vondsten uit opgravingen. Hierbij inbegrepen waren de opgravingen door Carl Blegen in Prosymna (1927–1928), waar Pierce Blegen de gevonden sieraden bestudeerde en beschreef, Troje (1932–1938), en Pylos, waar Pierce Blegen, bijgestaan door Thallon Hill, leiding gaf aan de opgraving van een tholos-graf ("Tholos III") in Kato Englianos nabij het 'Paleis van Nestor' (1939), en van het zuidwestelijke deel van het paleis en een deel van de nabijgelegen benedenstad (1954–1956, 1958–1962). De twee werkten ook samen bij de opgravingen door Hodge Hill in Lapithos (Cyprus) en Korinthe, waar ze nieuwe vondsten catalogiseerden in samenwerking met Elizabeth Douglas Van Buren, een specialiste in terracotta's. Tijdens het eerste jaar van hun huwelijk gaf Pierce Blegen ook les over beeldhouwwerken aan de eerstejaarsstudenten van de ASCSA. 
Van 1925 tot 1952 schreef Pierce Blegen "News Items from Athens" en "Archaeological Discoveries from Greece", een regelmatige serie bijdragen aan het American Journal of Archaeology, waarin ze verslag deed van nieuwe archeologische vondsten. Archeologe Lucy Shoe Merritt beschreef deze artikelen in haar persoonlijke correspondentie (4 mei 1997) als 'het resultaat van nabije, met zorg en begrip uitgevoerde waarneming uit de eerste hand, gecombineerd met discussies met de opgravers die ze zo goed leerde kennen en die haar bewonderden en hun laatste ontdekkingen en gedachten over de opgravingen toevertrouwden".
In 1929 kocht Pierce Blegen een huis aan de Ploutarchoustraat 9 in Athene als woonhuis voor de familie. Het huis werd een populaire ontmoetingsplaats voor archeologen, studenten van alle buitenlandse scholen, diplomaten, alumni van Vassar, Griekse geleerden, Fulbright-deelnemers en het personeel van de Amerikaanse ambassade. Pierce Blegen was betrokken bij veel Amerikaanse en Griekse archeologische organisaties en beroepsorganisaties voor vrouwen, waaronder American Women's Organisation of Greece, de Hellenic American Women's Club, de American Association of University Women, de American Historical Association en het Archaeological Institute of America. 
Tijdens de Tweede Wereldoorlog bleef Hodge Hill in Athene om voor het huis aan de Ploutarchoustraat te zorgen, terwijl Ida Thallon Hill voor de duur van de oorlog met de Blegens naar de Verenigde Staten ging. De drie woonden in Cincinnati, waar Carl Blegen hoogleraar klassieke archeologie was aan de Universiteit van Cincinnati.
In december 1956 kreeg Pierce Blegen een beroerte, als gevolg waarvan ze vier maanden in het ziekenhuis in Cincinnati verbleef. Hoewel ze herstelde en weer veldwerk kon doen voor haar laatste opgraving in Pylos vanaf 1958, had de beroerte haar mobiliteit beperkt, en ze gebruikte vaak een rolstoel. Ze overleed tien jaar later, op 21 september 1966, in Athene. Ida Thallon Hill overleed al eerder, op 14 december 1954, in het bijzijn van Elizabeth Pierce Blegen met wie ze samen onderweg was van de VS naar Piraeus, aan de gevolgen van hartfalen. Bert Hodge Hill overleed in 1958, en Carl Blegen overleed op 24 augustus 1971. De vier leden van het kwartet liggen niet ver van elkaar begraven op het protestantse deel van de Eerste Begraafplaats van Athene.

## Nalatenschap
In 1963 droeg Pierce Blegen het huis op Ploutarchou 9 over aan de American School of Classical Studies at Athens, die ook haar archieven bewaart, inclusief correspondentie, haar testament, dagboeken, foto's en aquarellen. Het huis heeft sinds 1983 de monumentenstatus en is sinds 2007 de thuisbasis van de liefdadigheidsstichting J.F. Costopoulos. Een fonds dat in haar testament aan het Vassar College werd nagelaten, maakte de oprichting in 1975 mogelijk van het Blegen Distinguished Visiting Professorship in Classics.